# Aéroport de Porbandar
L’Aéroport de Porbandar (code IATA : PBD • code OACI : VAPR) est un aéroport situé à Porbandar, dans l'État de Gujarat, en Inde. Un nouveau terminal a été construit durant le printemps 2008.

## Usage militaire
La base est utilisée par l'INS Sardar Patel qui commande : 
- l'INS 343 du Commandement naval ouest, qui utilise des drones comme les Drishti 10[2],
- l'INS 314 de surveillance sur Dornier 228[3].

La base est aussi utilisée par les Gardes-côtes indiens.

## Statistiques
Pour des raisons techniques, il est temporairement impossible d'afficher le graphique qui aurait dû être présenté ici.

Voir la requête brute et les sources sur Wikidata.